# الخلايا الضوئية البيولوجية
إن الخلايا الكهروضوئية الحيوية (BPV) هي تقنية لتوليد الطاقة وتستخدم كائنات حية ضوئية ذاتية التغذية أو الناتج منها، لحصاد الطاقة الخفيفة وإنتاج الطاقة الكهربائية. إن الأجهزة الكهروضوئية البيولوجية عبارة عن نوع من الأنظمة الكهروكيميائية الحيوية، أو خلايا الوقود الميكروبية، وتسمى في بعض الأحيان خلايا الوقود الميكروبية أو «الخلايا الشمسية الحية». في النظام الضوئي البيولوجي، يتم نقل الإلكترونات المتولدة عن التحلل الضوئي للماء إلى الأنود. يحدث تفاعل عالي الجهد نسبيًا في الكاثود، ويؤدي الاختلاف المحتمل الناتج إلى دفع التيار خلال دائرة خارجية للقيام بعمل مفيد. ومن المأمول أن يؤدي استخدام كائن حي (قادر على التجميع الذاتي والإصلاح الذاتي) كمادة لحصاد الضوء إلى جعل الخلايا الكهروضوئية البيولوجية بديلاً فعّالاً من حيث التكلفة لتقنيات نقل الطاقة الضوئية الاصطناعية مثل الخلايا الكهروضوئية القائمة على السليكون.

## مبدأ التشغيل

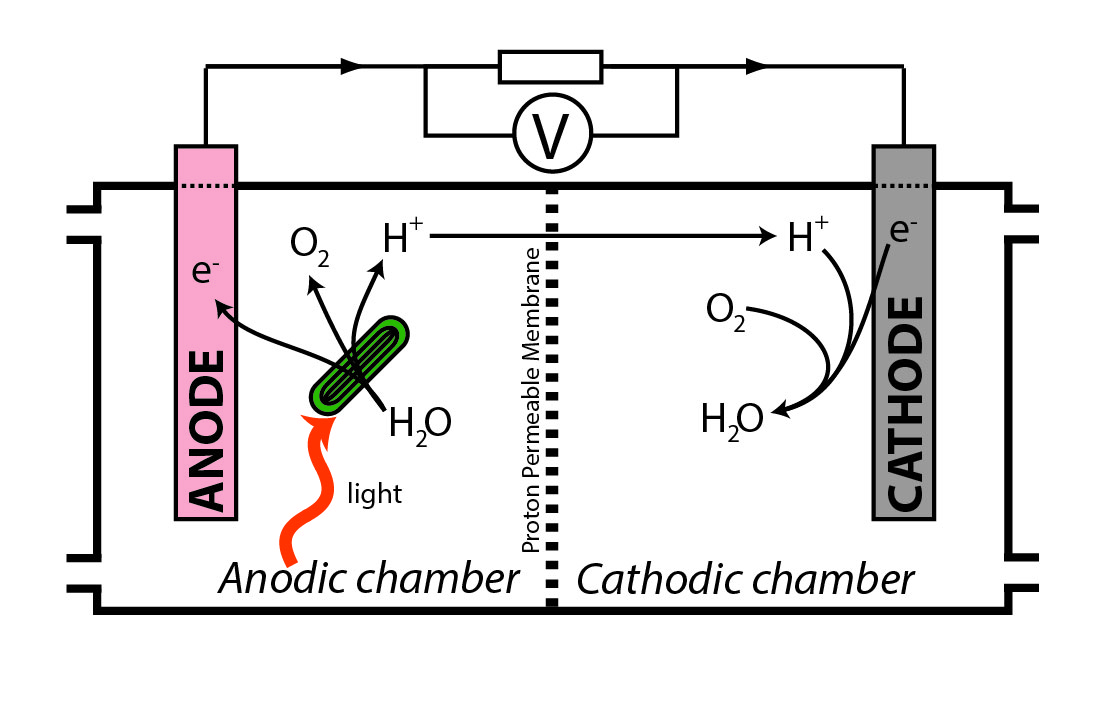
توضيح لكيفية عمل النظام الكهروضوئي البيولوجي.

ومثلها كمثل خلايا الوقود الأخرى، تنقسم الأنظمة الكهروضوئية البيولوجية إلى خلايا نصفية أنوية وكاثائية.
وتستخدم في نصف الخلية الأنوية مواد بيولوجية مؤكسجة تقوم بعملية البناء الضوئي، مثل النظم الضوئية المطهرة أو الخلايا الطحلبية الكاملة أو الخلايا السيانوباسيوية. هذه الكائنات الحية قادرة على استخدام الطاقة الضوئية لدفع أكسدة الماء، ويتم نقل جزء من الإلكترونات الناتجة عن هذا التفاعل إلى البيئة خارج الخلية، حيث يمكن استخدامها لتقليل الأنود. لا يتم تضمين كائنات حية غير ذاتية التغذية في الغرفة اللاهوتية - يتم إجراء تقليل الإلكترود مباشرة بواسطة مادة البناء الضوئي.
ارتفاع احتمالية حدوث تفاعل الكاثود بالنسبة إلى تقليل تيار محركات الأنود عبر دائرة خارجية. في الرسم التوضيحي، يتم تقليل الأكسجين إلى الماء في الكاثود، على الرغم من إمكانية استخدام مستقبل الإلكترون الآخر. إذا تم تجديد الماء، إذا تم تجديد الماء، فإن هناك حلقة مغلقة من حيث تدفق الإلكترون (مثل النظام الضوئي التقليدي)، أي أن الطاقة الضوئية هي صافي الدخل الوحيد المطلوب لإنتاج الطاقة الكهربائية. بدلاً من ذلك، يمكن استخدام الإلكترونات في الكاثود للتفاعلات الكهربائية الاصطناعية التي تنتج مركبات مفيدة، مثل تقليل البروتونات إلى غاز الهيدروجين.

### خصائص مميزة
وعلى غرار خلايا الوقود الميكروبية، فإن النظم الفلطائية الضوئية البيولوجية التي تستخدم كائنات حية كاملة لها ميزة على خلايا الوقود غير البيولوجية والنظم الفلطائية الضوئية في القدرة على التجميع الذاتي والإصلاح الذاتي (أي أن الكائن الحي الذي يقوم بعملية البناء الضوئي قادر على التكاثر بنفسه). إن قدرة الكائن الحي على تخزين الطاقة تسمح بتوليد الطاقة من الأنظمة الكهروضوئية الحيوية في الظلام، الأمر الذي يؤدي إلى التحايل على مشاكل العرض والطلب التي تواجهها أحياناً الخلايا الكهروضوئية التقليدية. بالإضافة إلى ذلك، فإن استخدام الكائنات الحية التي تقوم بعملية البناء الضوئي والتي تقوم بإصلاح ثاني أكسيد الكربون يعني أن «تجميع» مادة تجميع الضوء في نظام ضوئي بيولوجي قد يكون له أثر سلبي على الكربون.
ومقارنة بخلايا الوقود الميكروبي، التي تستخدم كائنات مجهرية ذاتية التغذية، فإن الأنظمة الكهروضوئية الحيوية لا تحتاج إلى إدخال مركبات عضوية لتوفير ما يوازيها النظام من مكافئات أقل. ويؤدي هذا إلى تحسين كفاءة تحويل الضوء إلى الكهرباء عن طريق تقليل عدد التفاعلات التي تفصل بين التقاط طاقة الضوء وتقليل الأنود. من عيوب استخدام مواد البناء الضوئي الأكسجين في الأنظمة الكهروكيميائية الحيوية أن إنتاج الأكسجين في الغرفة الأنوية له تأثير ضار على جهد الخلية.

## أنواع الأنظمة الكهروضوئية البيولوجية
ويتم تعريف الأنظمة الكهروضوئية البيولوجية من خلال نوع مواد حصاد الضوء التي تستخدمها، وطريقة نقل الإلكترون من المواد البيولوجية إلى الأنود.

### مواد الحصاد الخفيفة
ومن الممكن تصنيف مواد الحصاد الخفيفة المستخدمة في الأجهزة الكهروضوئية البيولوجية وفقاً لتعقيدها؛ فالمواد الأكثر تعقيداً أقل كفاءة عادة ولكنها أكثر قوة.

#### أنظمة ضوئية معزولة
نظام ضوئي معزول يوفر الاتصال المباشر الأكبر بين التحلل الضوئي للماء وخفض الأنود. وعادة ما تكون النظم الضوئية معزولة ومجاورة لسطح موصل. وسيط قابل للذوبان (جزيء صغير قادر على قبول الإلكترونات والتبرع بها) قد يكون مطلوبًا لتحسين الاتصال الكهربائي بين النظام الضوئي والأونود. ولأن المكونات الخلوية الأخرى اللازمة للإصلاح غائبة، فإن الأنظمة الكهروضوئية البيولوجية القائمة على أنظمة ضوئية معزولة لا تستغرق سوى فترات حياة قصيرة نسبياً (بضع ساعات) وكثيراً ما تتطلب درجات حرارة منخفضة لتحسين الاستقرار.

#### الكسور الخلوية الفرعية
كما يمكن استخدام الكسور شبه الخلوية للكائنات الحية التي تقوم بعملية البناء الضوئي، مثل الأغشية المطهرة من ثيلاكويد، في الأنظمة الضوئية الحيوية.  ومن فوائد استخدام المواد التي تحتوي على كل من النظام الضوئي الثاني والنظام الضوئي الأول أن الإلكترونات المستخرجة من الماء بواسطة النظام الضوئي الثاني يمكن التبرع بها إلى الأنود عند احتمال أكثرمن الأكسدة والاختزال السلبي (من الطرف الاختزالي للنظام الضوئي الأول). مطلوب وسيط الأكسدة والاختزال (مثل الفيريسيانيد) لنقل الإلكترونات بين مكونات البناء الضوئي والأونود.

#### كائنات حية كاملة
إن الأنظمة الكهروضوئية الحيوية التي توظف كائنات حية كاملة هي النوع الأكثر قوة، وقد لوحظت أعمار عدة أشهر. تعمل الأغشية الخارجية العازلة للخلايا الكاملة على إعاقة نقل الإلكترونات من مواقع توليد الإلكترون داخل الخلية إلى الأنود.  ونتيجة لذلك، تكون كفاءة التحويل منخفضة ما لم يتم تضمين وسطاء الأكسدة والاختزال القابلة للذوبان في النظام. وتُستخدم السيانوبكتريا عادة في هذه الأنظمة لأن ترتيبها البسيط نسبياً بين الأغشية داخل الخلية مقارنة بالطحالب حقيقيات النوى يسهل تصدير الإلكترونات. يمكن استخدام المحفزات المحتملة مثل البلاتين لزيادة نفاذية الغشاء الخلوي.

### نقل الإلكترون إلى الأنود
يمكن تقليل الأنود بواسطة مادة البناء الضوئي عن طريق نقل الإلكترون المباشر، أو عن طريق وسيط الأكسدة والاختزال القابل للذوبان. وقد يكون وسطاء الأكسدة والاختزال قابلة للذوبان في الدهون (على سبيل المثال فيتامين ك2)، مما يسمح لهم بالمرور عبر أغشية الخلايا، ويمكن إضافتهم إلى النظام أو إنتاجها بواسطة المواد البيولوجية.

#### نشاط تخفيض القطب المتأصل
قد يكون النظام الضوئي المعزول والكسور شبه الخلوية في عملية البناء الضوئي قادراً على القيام بذلك قلل الأنود بشكل مباشر إذا كانت مكونات الأكسدة والاختزال البيولوجي قريب بما يكفي من الإلكترود لتحدث عملية انتقال الإلكترون  وعلى النقيض من الكائنات الحية، مثل الفلزات المشكلة للبكتيريا والطحالب والسيانوباكتريا، غير مهيأة بشكل جيد للتصدير الإلكتروني خارج الخلية - لم يتم تحديد أي آليات جزيئية تمكن من التخفيض المباشر للإلكترونات غير القابلة للذوبان القابلة للذوبان بشكل قاطع. ومع ذلك، لوحظ انخفاض معدل تقليل الأنود من الكائنات الحية التي تقوم بعملية البناء الضوئي بالكامل دون إضافة مركبات أكسدة والاختزال.   وقد تم التكهن بأن انتقال الإلكترونات يحدث من خلال إطلاق تركيزات منخفضة من مركبات وسيط الأكسدة والاختزال الذاتي. إن تحسين نشاط تصدير الإلكترونات في السيانوباكتريا لاستخدامه في الأنظمة الكهروضوئية الحيوية هو موضوع بحث حالي.

#### وسطاء الإلكترون الاصطناعي
وغالباً ما يضاف وسطاء الأكسدة والاختزال إلى الأنظمة التجريبية لتحسين معدل تصدير الإلكترونات من المواد البيولوجية و/أو نقل الإلكترون إلى الأنود، خاصة عندما تستخدم الخلايا الكاملة كمادة لجمع الضوء.ولقد نجحت كل من كوينونس، والفينزين، والفيولوجينات في استخدام هذه الأدوات لزيادة الناتج الحالي من الكائنات الحية التي تقوم بعملية البناء الضوئي في الأجهزة الضوئية الحيوية. وإضافة وسطاء مصطنعة تعتبر ممارسة غير مستدامة في زيادة حجمها التطبيقات،  وعلى هذا فإن أغلب البحوث الحديثة تتعلق بأنظمة لا تعتمد على الوسيط.

## الكفاءة
إن كفاءة تحويل الأجهزة الكهروضوئية البيولوجية منخفضة حالياً إلى الحد الذي لا يسمح للإصدارات ذات المستوى الأعلى بتحقيق تكافؤ الشبكة. ويجري استخدام نهج الهندسة الوراثية لزيادة الناتج الحالي من الكائنات الحية التي تقوم بعملية البناء الضوئي لاستخدامها في النظم الفلطائية الضوئية البيولوجية. 

## روابط خارجية
- فيديو مقدمة عن الخلايا الكهروضوئية البيولوجية على موقع يوتيوب